# Lohri-Haus

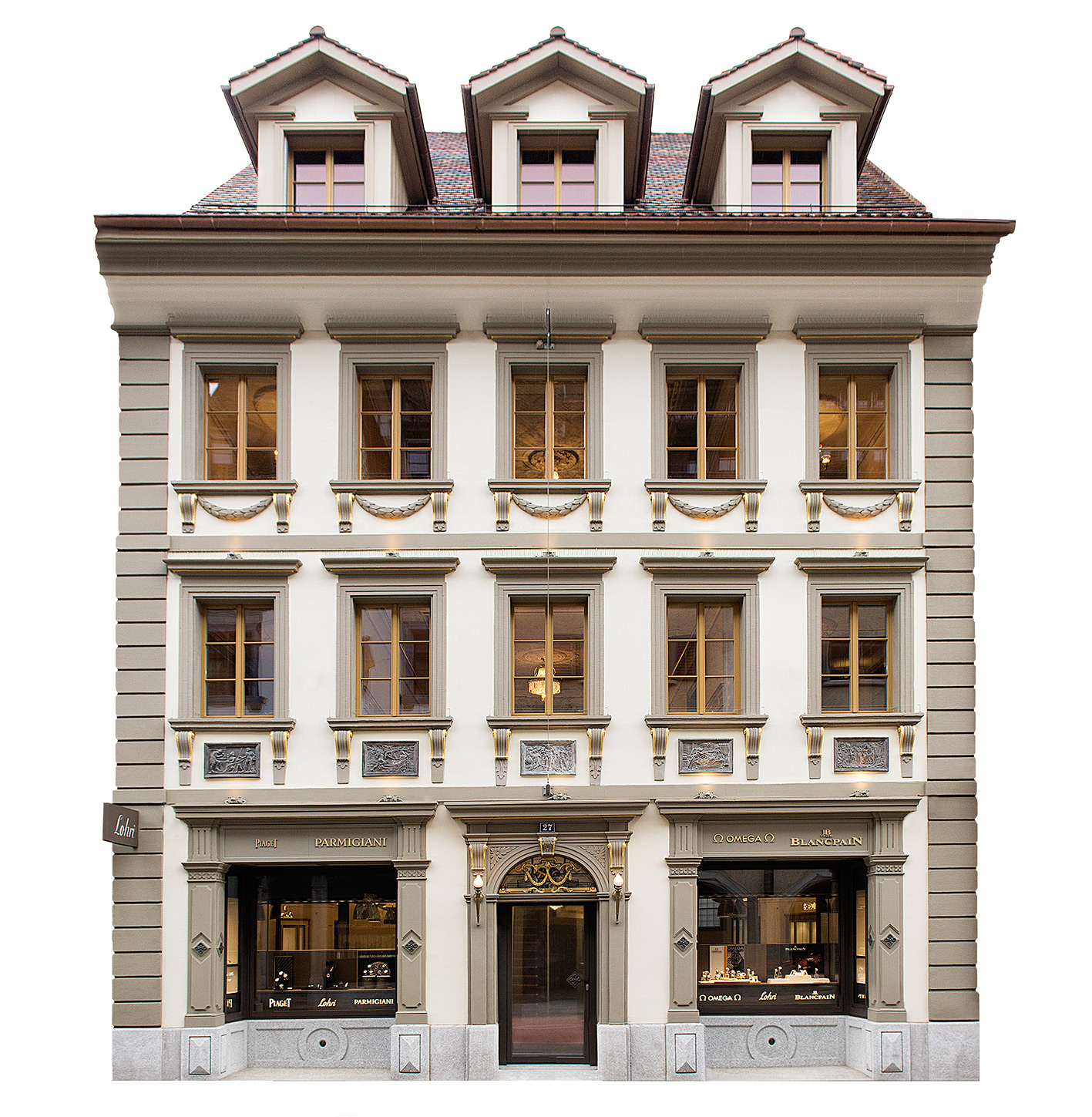
Fassade des Lohri-Hauses an der Neugasse 27, Zug, Schweiz

Das Lohri-Haus ist das älteste Goldschmiedehaus der Welt, in dem noch heute Goldschmiede tätig sind. Die Liegenschaft befindet sich an der Neugasse 27 in Zug, Schweiz. Seit 1620 wird in diesem Haus das Goldschmiede-Handwerk ausgeübt. Um 1806 wurden die oberen vier Stockwerke im damaligen Stil des Empires durch den Architekten Melchior Schellhammer neu erstellt. Das alte Gewölbe im Erdgeschoss stammt noch aus der Erbauungszeit der Neugasse um 1500.
Das Gebäude, das sich im Besitz der Juweliersfamilie Lohri befindet, wurde von 2014 bis 2016 komplett renoviert. Dies fand in enger Zusammenarbeit mit dem Zuger Amt für Denkmalpflege und dem Kunstrestaurator Stöckli AG Stans statt. Heute befindet sich im Erdgeschoss die Lohri Chronometrie Joaillerie, im ersten OG seltener antiker Schmuck und im zweiten OG ein Trauring-Salon.

## Geschichte
Im Haus an der Neugasse 27 in Zug sind seit 1620 nachweislich Goldschmiede tätig. Diese über 400-jährige Tradition setzt mit Johann Jakob I Muos (1580/81-1640) ein. Gleichzeitig mit seinem Beruf als Goldschmied übte er mehrere politische Ämter wie Obervogt in Cham, Säckelmeister und Pfleger zu St. Oswald aus. Sein Aussehen kennen wir von einem Gruppenbildnis aus dem Jahr 1638. Der gleichnamige Sohn übernahm das Haus nach dem Tod seines Vaters. Auch er bekleidete in seiner Vaterstadt das Säckelmeisteramt. Neben der erlernten Profession des Goldschmieds diente er wie viele andere Zuger Bürger als Offizier in fremden Diensten.
Als nächster Besitzer der Liegenschaft wird im Jahr 1704 Fürsprech Antoni Letter erwähnt. In der Legende zum «Landtwing-Plan» der Stadt Zug von 1770/71 wird als Besitzer der Liegenschaft «Spillmann Silberschmied» genannt. Gemeint ist damit Franz Michael Spillmann (1734–1805), Sohn des Goldschmieds Franz Anton (1705–1783) und Neffe des Goldschmieds Johann Michael Landtwing (1715–1777). Bei Franz Michael Spillmanns 1765 erfolgter Wahl in den Stadtrat hielt er sich im Ausland auf. Die Immobilie muss kurz zuvor den Besitzer gewechselt haben, denn in der Legende des ‘Landtwing-Plans’ hat der Planverfasser zuerst «Letter Apotheker» als Besitzer vermerkt. Dieser Eintrag wurde von anderer Hand durgestrichen und mit «Spillmann Silberschmied» ersetzt. Ihm folgte sein Sohn Karl Amade Spillmann (1773–1861), Zugs letzter bedeutender Silberschmied. Er liess 1806 auf dem alten gewölbten Erdgeschoss von Baumeister Melchior Schellhammer (1771–1842) das Empirehaus, heute Neugasse 25 und 27, errichten. Im Jahr 1856 erwarb der Sohn Karl Joseph Spillmann (1811–1901) einen Teil der väterlichen Liegenschaft, nämlich Neugasse 27, für 7300 Franken. Obwohl ebenfalls ausgebildeter Goldschmied, wandte er sich Handel und Politik zu. Das Atelier seines älteren Bruders Joseph Martin (1810–1863), der die Kunst eines Lithographen ausübte, dürfte sich ebenfalls im Haus befunden haben.
1867 verkaufte er die Doppelliegenschaft an Regierungsrat und Hypothekarschreiber Georg Nussbaumer-Schell von Oberägeri. Dieser verkaufte sogleich Neugasse 25 an die Schwestern Anna Maria Waller-Spillmann und Xaveria Spillmann. Die Liegenschaft Neugasse 27 veräusserte er am 25. Mai 1885 an Joseph Kaiser (1858–1948) «Gold- und Silberarbeiter», welcher die Goldschmiedelehre in Horgen machte und seine Gesellenzeit in Pforzheim und Paris verbracht hatte. Sein Vater, Johann Martin Christian II Kaiser im Hof (1814–1896), der das Haus für ihn kaufte, war ein Cousin von Karl Joseph Spillmann. Damit fand die Goldschmiedetradition an der Neugasse 27 eine Fortsetzung. Joseph Kaisers Sohn Walter (1895–1970), übernahm den Betrieb im Jahr 1928. Seine Lehre absolvierte er in Zürich bei der Firma Zamboni und studierte an der Fachschule für Edelmetall-Industrie Schwäbisch Gmünd. Danach war er in Chur, Genf und Paris tätig. Nach seiner 1952 erfolgten Pensionierung wirkten an dieser Adresse die Goldschmiede Max Bossart von 1952 bis 1992 sowie von 1992 bis Dezember 2013 Hansruedi Wassmann.
Im Jahr 2007 gelangte die Immobilie in den Besitz von Eva und Franz Lohri-Slanzi. 2014 erfolgt eine umfassende Sanierung des Hauses, in welchem ab 2016 die Familie Lohri sowie ihre Mitarbeiter die Tradition des Goldschmiedehandwerks fortführen, welche vor über 400 Jahren begann.

## Baugeschichte

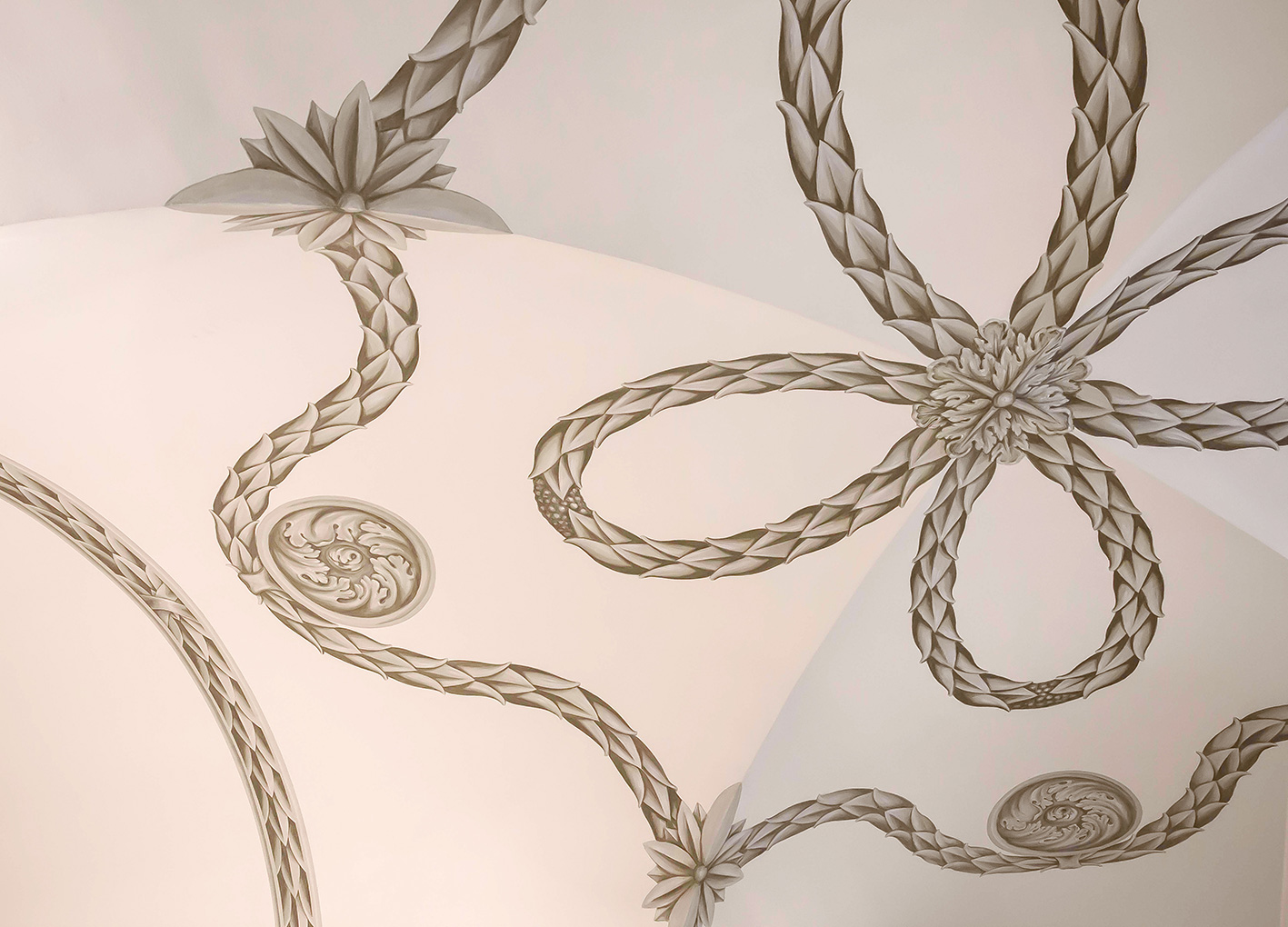
Deckenmalerei im Erdgeschoss des Lohri-Hauses

Das Haus Neugasse 27 wurde 1806 anstelle eines älteren Gebäudes erstellt, wobei das Ladengewölbe im Erdgeschoss belassen wurde. Das Haus wurde vom Goldschmied Karl Amade Spillmann errichtet. Spillmann beauftragte den 1771 in Württemberg geborenen und 1842 in Schattdorf verstorbenen Maurer Melchior Schellhammer, ihm ein Haus nach dem Vorbild eines Gebäudes am Jägerring in Wien zu errichten. Der originale Planprospekt der Fassade ist noch erhalten.
Die Fassade im Empire-Stil zeigt einen streng symmetrischen, fünfachsigen Aufbau mit schlichten Dekorelementen. 1887 wurden die beiden Fenster zur linken Seite des Haupteingangs durch eine Nische und ein grosszügiges Schaufenster ersetzt. Diese Nische ist dem Neo-Empire-Stil zuzuordnen. Das Haus, mit der nun asymmetrischen Fassade, blieb rund 40 Jahre unverändert, bis sich der Goldschmied Walter Kaiser 1927/28 Jahre dazu entschloss, ein analoges Schaufenster auch auf der rechten Seite des Ladeneingangs anzubringen. Im Zuge dieses Umbaus wurde auch die jüngste Fassung realisiert. Bis zur Renovation 2014 zeigte sich die Fassade in einer grünen Farbe mit steinfarbenen Zierornamenten.
Die westlichen Räume im Erdgeschoss wurden als Laden genutzt, die erhaltenen Oberflächen im Ladenlokal stammten weitgehend aus der Umbauphase um 1928.
In den Wohnräumen der Obergeschosse konnten reiche Tapetenbestände und Fassungen an Wänden und Täfer erschlossen werden. Untersuchungen ergaben, dass die Täfer aus verschiedenen Zeitepochen stammten. An den Wänden der Wohnräume gab es vereinzelt Reste von Tapeten aus dem 19. und frühen 20. Jahrhundert. Beim Umbau um 1930 wurde vorwiegend Juteflies gespannt und darüber zeitgemässe Tapeten appliziert. Reste von Dekorationsmalereien wurden nur in einem Raum entdeckt, wo das Fragment der Marmorierung in der Fensternische freigelegt wurde. Reste einer analogen Fensterumrahmung wurden im zentralen Raum des zweiten Obergeschosses erschlossen.
Die jüngsten Umbauten in den Zimmern dürften um die Mitte des 20. Jahrhunderts oder jünger zu datieren sein. Die Wände wurden dabei meist mit Pavatex oder Weichpavatex überzogen, mit Raufaser tapeziert und weiss gestrichen. Grundsätzlich galt für die untersuchten Räume, dass die älteren Farbkonzepte eher dunkle, teilweise kräftige Farbtöne, Naturholzoberflächen, Maserierungen und relativ fein gemusterte Tapeten aufwiesen. Mit den jüngeren Fassungen wurde das Kolorit der Räume immer heller und einheitlicher. Zuletzt waren die Räume nahezu einheitlich gebrochen weiss gestrichen, davon ausgenommen waren meist nur das Treppenhaus, die Türen und die Türrahmen.

## Restaurierung und Instandstellung 2014–2016

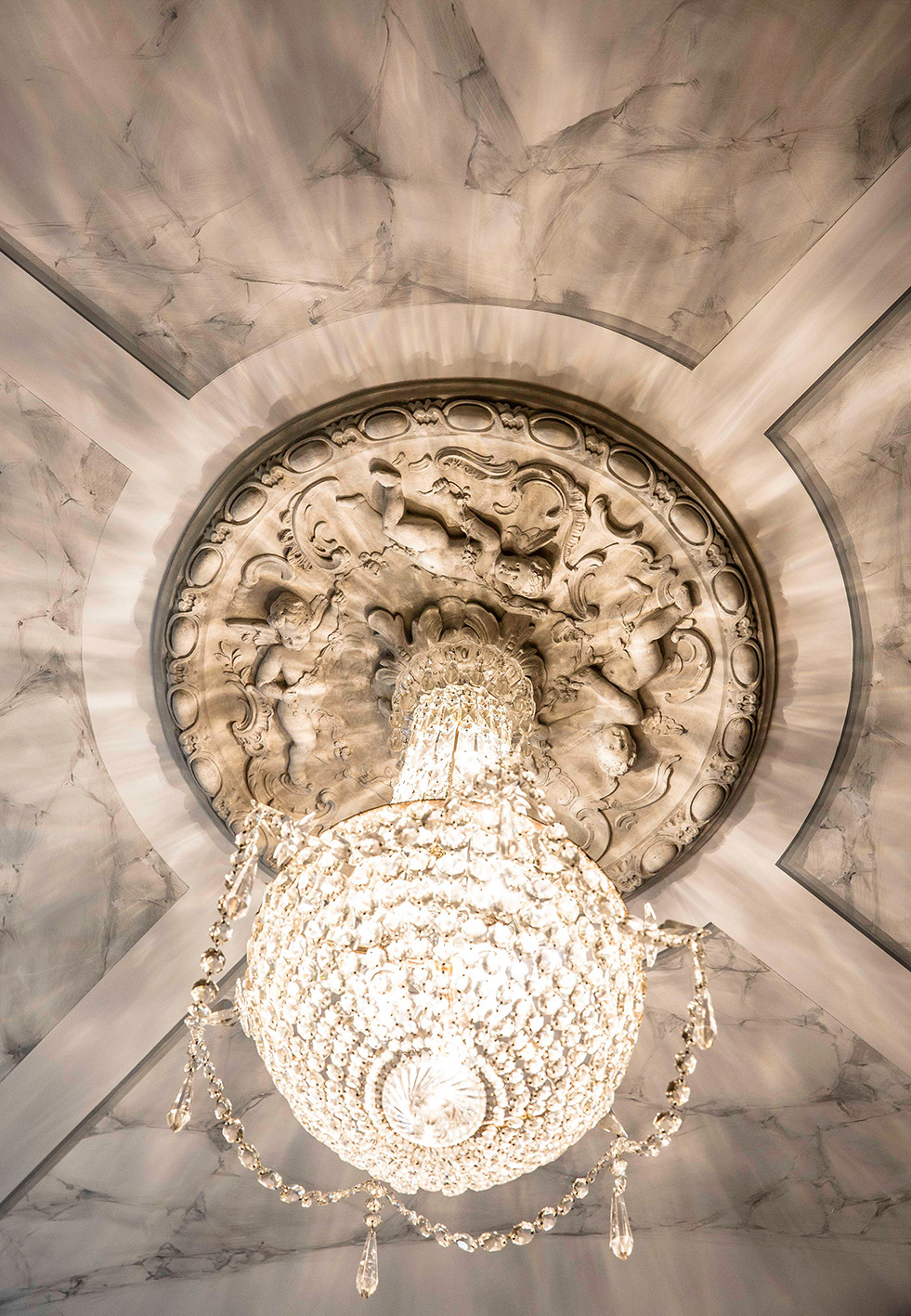
Deckenmalerei und Leuchter im Lohri-Haus

Für die komplette Instandstellung und Restaurierung der Gebäude, die von 2014 bis 2016 dauerte, wurde eine Annäherung an den Zustand von 1806 (Empirestil) gewählt.
Für die Fassade wurde in Zusammenarbeit mit der Denkmalpflege, dem städtischen Bauamt, der Bauleitung und dem ausführenden Maler ein angemessenes Farbkonzept entwickelt. Es wurde ein zurückhaltendes Grau/Weisskonzept mit einem stark gebrochenen Weiss gewählt. Auf den Konsolen der Fensterbrüstungen und den Gesimsen wurden Goldhöhungen zur Belebung appliziert. Die Schaufensterfront wurde strukturell im Zustand von 1930 belassen, wobei die Schaufenster etwas zurückversetzt wurden, so dass eine kleine Nische entstand. Die dekorativen Bronzerosetten wurden gemäss vorhandenen Fotos von circa 1925 rekonstruiert.
Auf dem alten Fassadenriss sind fünf Szenen aus der griechischen Mythologie zu sehen. Diese als Reliefs ausgeführten Szenen wurden neu gestaltet und haben alle einen Bezug zu Gold:
- Die Werkstatt des Hephaistos
- Jason und Medea rauben das goldene Vlies in Kolchis
- Herakles raubt die goldenen Äpfel der Hesperiden
- Danaë und der Goldregen
- Das Urteil des Paris

Daraus wurden in der Giesserei Bellform in Neuheim Bronzegüsse erstellt. Diese patinierten Abgüsse wurden in die Fensterbrüstungen eingesetzt und harmonieren gut mit den warmen Grautönen der Fassade.
Während für die Fassade ein Planprospekt vorlag, fehlte etwas Vergleichbares für das Innere. Die vorhandenen Grundrisse von 1806 gaben lediglich Auskunft darüber, dass die Raumeinteilung seit der Bauzeit nahezu unverändert geblieben war.
Diese Grundrissdisposition sollte zusammen mit den originalen Türen, Türrahmen und der Treppenanlage so etwas wie das bauzeitliche Rückgrat bilden, an dem man sich orientieren wollte. Die erhaltenen Böden sollten aufgearbeitet und teilweise mit neuen Friesen ersetzt werden. Ebenso sollten sämtliche Täfer unbesehen ihres Alters in den Räumen erhalten bleiben.
Die Bauherrschaft hatte im Kunsthandel Säulen, Leuchter und ein Stuckmedaillon zur reicheren Ausstattung der Räume erworben. Erste Versuche, die leeren Plafonds in zwei Zimmern mit Empire-Stuckmotiven aus laufender Produktion auszustatten, waren nur zum Teil zielführend. In einigen Zimmern wurden deshalb die Lorbeerkränze, deren Abdruck noch vorhanden war, wieder rekonstruiert. Diese individuell für das Haus geschaffenen Stuckelemente wirken sofort viel authentischer als die Meterware aus dem Katalog, damit war klar, dass weitere Stuckaturen nur Massanfertigungen sein konnten. Die naheliegende Lösung war die Beschränkung auf Vorhandenes und Motive aus dem Haus. Für die dekorative Malerei wurde das Motiv der Marmorfelder aus dem Büro übernommen. Die restaurierten Marmorfelder der beiden rückwärtigen Räume wurden zum Vorbild für die Ausmalung der Fensterlaibungen in den strassenseitigen Räumen des zweiten Obergeschosses. Dieses Motiv wurde auch für die Friese in diesen Räumen und im Treppenhaus verwendet.
Für die Stuckaturen wurde das Motiv der Lorbeerkränze von der Fassade und den Abdrücken an den Plafonds übernommen. Die weiteren Motive, welche gemalt oder stuckiert wurden, stammen aus Entwürfen des Bauherren, Karl Amade Spillmann. Für die Ausmalung des Ladens und der Treppenuntersichten wurde wiederum das Motiv der Lorbeerstäbe gewählt. Abgesehen von den Marmorfeldern und dem Allianzwappen im Laden wurde die gesamte Dekorationsmalerei als Grisaillemalerei ausgeführt, auch diese Beschränkung half, zusammen mit den dunklen Oberflächen von Treppen und Türen, dem Haus eine gestalterische Klammer zu geben.

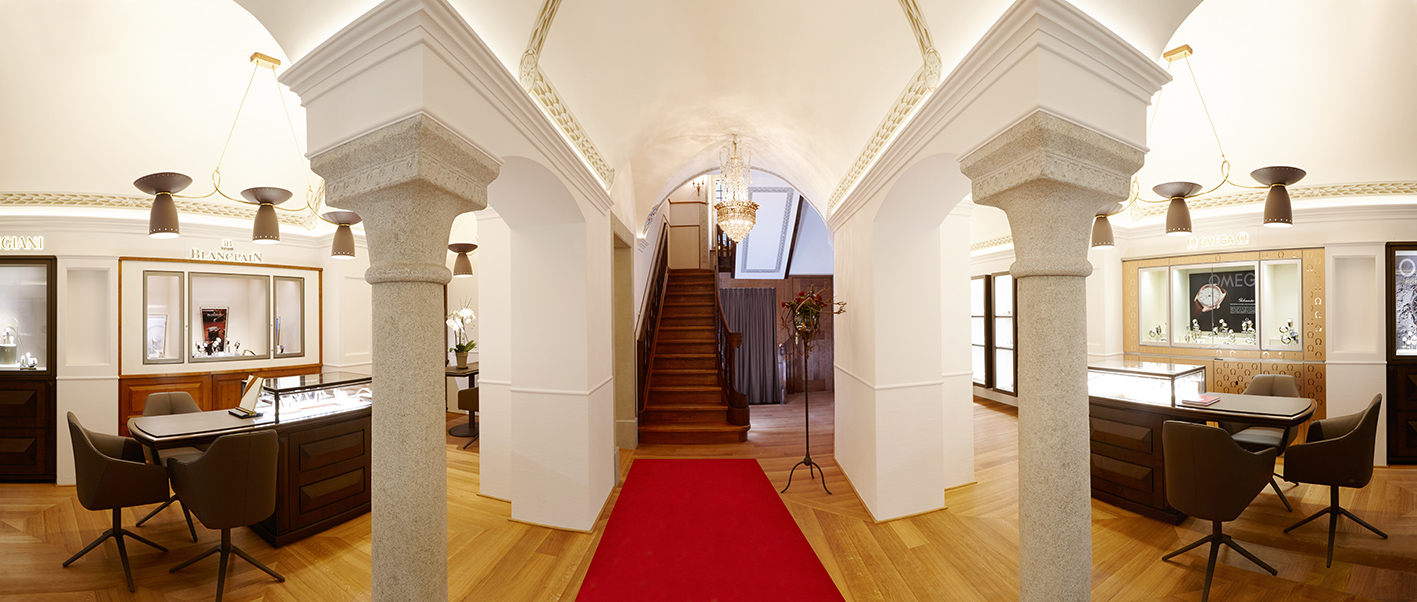
Lohri-Haus Erdgeschoss

Im Plafond des oberen Salons wurden Reste eines ähnlich grossen kreisförmigen Elementes als Befund festgestellt. Der Mittelteil konnte vom Depot der thurgauerischen Denkmalpflege erworben werden. Das angekaufte Stuckmedaillon mit kleinen Engeln wurde in die Mitte des Plafonds eingesetzt. Dessen originale Graufassung liess sich gut in das gewählte Grisaillekonzept integrieren. Der zentrale Plafond um die Engel wurde mit breiten gemalten Friesen in Füllungen eingeteilt und diese wurden marmoriert. Der Entwurf für den gemalten, umlaufenden Fries basiert vollständig auf Motiven aus den Zeichnungen von Karl Amade Spillmann. Im zweiten Stock und bei den Treppenhauspodesten wurde, statt vorgefertigter Stuckaturen, je eine Akanthusblüte nach Entwürfen Carl Spielmanns stuckiert.
Im Büro des ersten Stockwerkes konnten neben den heute realisierten Grün/Graubefunden noch Reste einer Vergoldung der Stuckaturen gefunden werden; auch dieser Befund wurde aufgenommen und zum Teil auf die Stuckelemente in anderen Räumen übertragen. Für die Wände der beiden zentralen Räume in den Obergeschossen waren fein gemusterte Textiltapeten gewählt worden, man entschied sich in diesen beiden Räumen dafür, die Farbigkeit der Täfer denjenigen der Tapeten anzunähern. Mit der entsprechenden Ölfarbe wurden die Friese etwas dunkler und die Füllungen etwas heller gestrichen. In Anlehnung an die Tapetenbestände früherer Fassungen wurden die Wände in den kleinen Nebenräumen mit Makulatur tapeziert und passend zu den Täfern in einem einheitlichen Ton gestrichen. Der Lorbeer war bereits als Motiv an der Fassade und in den Stuckaturen verwendet worden, so übernahm die Bauherrschaft dieses Motiv für die gemalten Stäbe der Treppenuntersichten und für die Ausmalung des Gewölbes im Verkaufsraum. Die Blumenrosetten und Eckornamente im Gewölbe des Erdgeschosses stammen ebenso aus Entwürfen des Bauherrn Carl Spillmann wie die stuckierten Akanthusblätter in den Treppenhäusern und im Büro. Ebenfalls aus den Entwürfen Spillmanns wurden die übrigen Ornamente, wie die unregelmässig gebrochenen Mäander in den kleinen Seitensalons entnommen.
Für die Wände über den Täfern der Salons wurde die Befundlage insofern gewürdigt, indem erneut Tapeten und Wandbespannungen aufgezogen wurden. In den kleinen Salons sind es einfach gestrichene Bahnen, in den beiden grossen Räumen sind es fein gemusterte Tapeten in Blaugrau- und Ockertönen. Passend dazu wurden die Täfer gestrichen. Für die Farbigkeit der Täfer wurde aufgrund der Befundlage auf eine aufwendige Maserierung und mehrfarbige Fassungen verzichtet und wiederum nur einfache Unifassungen realisiert, wie sie auch für die ältesten Fassungen im Haus verwendet wurden.